# علی شاطرزاده
علی شاطر زاده (متولد ۱۳۵۲ - درگذشته ۲۲ تیر ۱۳۸۹)، نایب قهرمان کاراته جهان است. او با به دست آوردن چهار عنوان قهرمانی آسیا پرافتخارترین کاراته کای ایران در مسابقات آسیایی است. او در مسابقات سال ۱۹۹۸ قهرمانی جهان در برزیل نایب قهرمان جهان شد.
شاطرزاده پس از خداحافظی از دنیای قهرمانی مدتی سرمربیگری تیم ملی کاراته قطر را برعهده داشت و پس از بازگشت به ایران به عنوان سرمربی تیم فجر، نفت و در ۴ سال آخر قبل از مرگش فولاد مبارکه سپاهان، بارها این تیم‌ها را به مقام قهرمانی لیگ کاراته کشور رساند.

## مرگ
علی شاطرزاده در حین تمرین سکته مغزی کرد و به بیمارستان الزهرا اصفهان برده شد. در شرایطی از حالت کما خارج شد و مجدداً به زندگی برگشت که بسیاری از پزشکان آن را یک معجزه تلقی کردند، اما شدت ضایعه مغزی شاطرزاده به حدی بود که وی بینایی خود را از دست داد و به دلیل مشکلات کلیوی ناشی از سکته مغزی به اجبار تحت دیالیز قرار گرفت. در حالی که همه امید به بهبودی وی داشتند، اما وی پس از جدالی ۱۰ روزه با ضایعه مغزی در سن ۳۷ سالگی دار فانی را وداع گفت.